# هيرب آدامز
هيرب آدامز (بالإنجليزية: Herb Adams)‏ هو سياسي أمريكي، ولد في 1955. حزبياً، نشط في الحزب الديمقراطي. وقد انتخب عضو مجلس نواب مين.